# サルモリッリオ

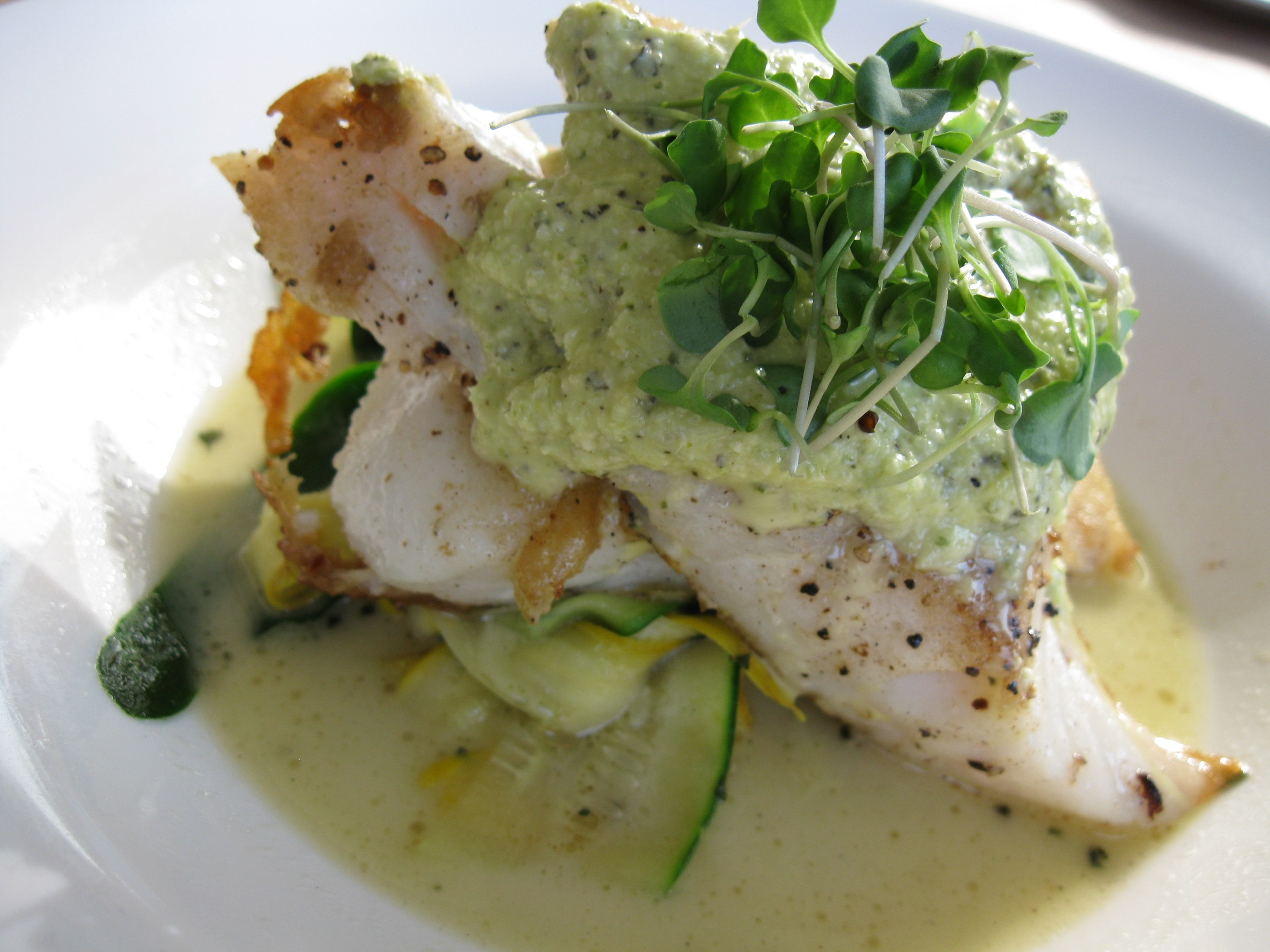
オヒョウのサルモリッリオ・ソース ズッキーニ乗せ

サルモリッリオ、サルモリッリオ・ソース（イタリア語: salmoriglio）は南イタリアで食されているソース。シチリアの名物ソースである。日本でのカタカナ表記としてはサルモリーリョ、サルモリリオもある。
オリーブオイル、レモン、オレガノ、ニンニクから作るソースであり、オレガノを用いるソースとしてサルモリッリオは知られる。
サルモリッリオは地中海料理の代表的なソースであり、シチリア州とカラブリア州で広く使用されている。
肉料理、魚料理、野菜料理など、どんな料理にも使える万能なソースである。